# Acca effe
Acca effe (株式会社 Acca effe?, Kabushiki-gaisha Acca effe) è uno studio di animazione giapponese fondato l'8 maggio 2009 con sede a Nerima in Tokyo.

## Storia
Lo studio viene fondato l'8 maggio 2009 da Namatame Satoshi, uno dei produttori di Godannar e Gun x Sword, assieme a dei dipendenti dello studio AIC, ovvero lo studio di produzione dei due anime appena citati. Lo studio si è specializzato principalmente nel lavoro in subappalto, collaborando spesso con TROYCA, uno studio nato da ex membri di AIC Classic.
Nel 2019, lo studio ha co-prodotto la serie Strike Witches: 501st Joint Fighter Wing Take Off! insieme a Giga Production, segnando la sua prima esperienza come produttore principale. Nel 2022 ha fondato la società Production CK. 
Lo studio ha sede a Nerima in Tokyo.

## Produzioni

### Serie TV

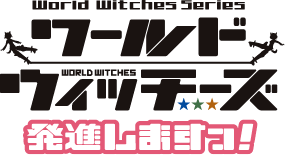
Logo dell'anime World Witches Take Off!.

| Titolo                                             | Anno di produzione | Episodi | Note e fonti        |
| -------------------------------------------------- | ------------------ | ------- | ------------------- |
| Strike Witches: 501st Joint Fighter Wing Take Off! | 2019               | 12      | [ N 1 ] [ 3 ] [ 2 ] |
| World Witches Take Off!                            | 2021               | 12      | [ N 1 ] [ 3 ]       |

## Film
| Titolo                                                   | Anno di produzione | Note e fonti  |
| -------------------------------------------------------- | ------------------ | ------------- |
| Strike Witches: 501st Joint Fighter Wing Take Off! Movie | 2019               | [ N 1 ] [ 4 ] |

## OAV ed ONA
| Titolo                               | Anno di produzione | Episodi | Note e fonti  |
| ------------------------------------ | ------------------ | ------- | ------------- |
| Holiday Love: Fuufukan Renai         | 2018               | 20      | [ 5 ]         |
| Gift ±                               | 2018               | 20      | [ 6 ]         |
| Haishin Yuusha                       | 2019-2020          | 12      | [ N 1 ] [ 7 ] |
| Miki no Mikoto: Kizuna no Monogatari | 2020               | 4       | [ N 1 ] [ 8 ] |

## Loghi

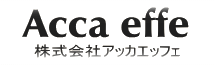
logo semplice.
Logo ufficiale.